# ارمیاس‌ها
ارمیاس‌ها (نام علمی: Eremias) نام یک سرده از تیره لاسرتا است.